# Sadleria
Sadleria, rod paprati iz porodice rebračevki (Blechnaceae) kojemu pripada šest vrsta, sve su havajski endemi. Opisan je 1824.

## Vrste
1. Sadleria cyatheoides Kaulf.
2. Sadleria pallida Hook. & Arn.
3. Sadleria souleyetiana (Gaudich.) T.Moore
4. Sadleria squarrosa (Gaudich.) T.Moore
5. Sadleria unisora (Baker) Rob.
6. Sadleria wagneriana D.D.Palmer & Flynn